# حكومة براندت الأولى
أدت حكومة براندت الأولى بقيادة المستشار فيلي براندت اليمين في 22 كانون الأول 1969 وأرست مهامها في 13 كانون الأول 1972. كلفت بمزاولة العمل كحكومة تصريف أعمال حتى 15 كانون الأول 1972، لتشكل بعدها حكومة براندت الأولى.

## وصلات خارجية
- مجلس الوزراء الألماني  (بالإنجليزية)
- الوزارات الاتحادية في ألمانيا (بالإنجليزية)